# Yalpale
Yalpale är en ort i Mexiko.   Den ligger i kommunen Las Rosas och delstaten Chiapas, i den sydöstra delen av landet, 800 km öster om huvudstaden Mexico City. Yalpale ligger 1 010 meter över havet och antalet invånare är 112.
Terrängen runt Yalpale är lite bergig. Runt Yalpale är det ganska glesbefolkat, med 38 invånare per kvadratkilometer. Närmaste större samhälle är Venustiano Carranza, 16,3 km väster om Yalpale. Omgivningarna runt Yalpale är en mosaik av jordbruksmark och naturlig växtlighet.